# Arctic Monkeys
 Der er for få eller ingen kildehenvisninger i denne artikel, hvilket er et problem. Du kan hjælpe ved at angive troværdige kilder til de påstande, som fremføres i artiklen.

Arctic Monkeys er et britisk indie rockband bestående af Alex Turner, Jamie Cook, Matt Helders og Nick O'Malley.
Arctic Monkeys dannedes i Sheffield i 2002. De lagde ud med den hjemmeindspillede EP Five Minutes With Arctic Monkeys 30. maj 2005, og fik senere en pladekontrakt. Deres debutalbum Whatever People Say I Am, That's What I'm Not røg direkte nr. 1 ind på hitlisten i England, og var UK's hurtigst sælgende debutalbum nogensinde. Orkesteret er siden blev kendt i det meste af Europa og også I USA. Orkesteret er kendt for albummer som "I Bet You Look Good On The Dancefloor" og "When The Sun Goes Down", "Fake Tales of San Francisco" og "The View From The Afternoon". Før Arctic Monkeys tog på turné i Nordamerika besluttede den daværende bassist Andy Nicholson at forlade bandet, da han ikke kunne håndtere det at være kendt.

## Historie
Perioden 2001- 2005
I 2001 ønskede naboerne Alex Turner og Jamie Cook sig instrumenter i julegave, og begge fik en elguitar. Efter at have lært sig selv at spille, dannede parret i 2002 et orkester med Turners skolekammerat Andy Nicholson og Matt Helders. Nicholson spillede allerede bas, Matt Helders endte bag trommerne — "that was all that were left...they all had guitars so I bought a drum kit after a bit". Skønt det er blevet rapporteret, at de navngav bandet efter Helders' onkel, indrømmede Helders senere, at dette var usandt, hvorefter han hævdede, at "we made that up ‘cause we got so many people asking us that in the UK, so we just started making stories up", og at "han ikke nænnede at fortælle de rapportere, at han havde løjet". Jamie Cook kom med idéen i skolen før bandet eksisterede. Ifølge Helders fordi "he just always wanted to be in a band called Arctic Monkeys. Which is a cool name."
De begyndte at øve i Yellow Arch Studios i Neepsend, og deres første koncert blev afholdt d. 13/6-03 på The Grapes i Sheffield. Efter nogle få koncerter, begyndte de at optage demoer og brænde dem over på cd'er, som de så kunne give bort til koncerter. Med en begrænset mængde cd'er tilgængelige, begyndte fans at lægge musikken tilbage på deres computere, for at dele det med deres venner. Gruppen var ligeglade: "We never made those demos to make money or anything. We were giving them away free anyway — that was a better way for people to hear them. And it made the gigs better, because people knew the words and came and sang along." Gruppen tog ikke ansvar for deres musik, og indrømmede, at de ikke engang vidste, hvordan de kunne få deres sange på nettet. Da de blev spurgt om populariteten af bandets MySpace-side i et interview med Prefix Magazine, gav de udtryk for, at de ikke engang vidste hvad MySpace var, og at siden oprindeligt var blevet lavet af deres fans. "[When we went number one in England], we were on the news and radio about how MySpace has helped us. But that's just the perfect example of someone who doesn’t know what the fuck they’re talking about. We actually had no idea what it was".
I slutningen af 2004 begyndte de at vokse i popularitet i Nordengland, de fik opmærksomhed fra BBC Radio 1 og den britiske tabloidpresse. Mark Bull, en lokal amatørfotograf, filmede bandets optræden og lavede videoen til kompositionen "Fake Tales of San Francisco", hvorefter han udgav den på sin hjemmeside, sammen med Beneath the Boardwalk — en samling af bandets sange, som han navngav efter en lokal musikbegivenhed.
I maj 2005 udgav Arctic Monkeys deres første EP, Five Minutes with Arctic Monkeys, som bød på kompositionerne "Fake Tales of San Francisco" og "From the Ritz to the Rubble". Denne udgivelse var et begrænset oplag på 1500 cd'er og 2000 7"-vinyler, men den var også tilgængelig som download fra iTunes Music Store. Kort herefter spillede bandet på Carling-scenerne på henholdsvis Reading- og Leeds-festivalerne, som var reserveret for mindre kendte navne eller bands uden kontrakt. Deres optræden blev opreklameret af mange i musikpressen, og bandet blev modtaget af en usædvanlig stor forsamling i forhold til scenen, de spillede på. Den anmelderroste koncert inkluderede spontane synge-med-sange af numre, som kun var tilgængelige som demoer på nettet.
Bandet modsatte sig at skrive kontrakt med et pladeselskab; de nægtede at ændre deres sange for at tilpasse sig pladeindustrien – "Before the hysteria started, the labels would say, 'I like you, but I'm not sure about this bit, and that song could do with this changing...' We never listened". Deres arrogance over for pladeindustrien var i en sådan grad, at selskabernes spejdere blev nægtet plads på koncerternes gæstelister; et træk, der af MTV Australia blev beskrevet som "We've got this far without them — why should we let them in?". Strategiens succes blev illustreret ved en række udsolgte koncerter i England. I oktober 2005 solgte de den historiske koncert på London Astoria ud, og Turner så dette som bevis for, at de havde ret til at ignorere pladeselskaberne, Once it all kicked off, we didn't care anymore. In London, the kids were watching the band, and the record company were at the back watching the kids watching the band. Men i juni 2005 skrev de under på en pladekontrakt med Domino Records. Bandet var ellers lige ved at skrive under på en kontrakt med et ikke-afsløret "andet selskab", men blev tiltrukket af Dominos ejer Laurence Bells "gør-det-selv-etik". Han kørte selskabet fra sin lejlighed og skrev kun kontrakt med bands, han selv brød sig om. Englands tabloidavis Daily Star skrev, at dette i oktober blev fulgt op af en "£1m publishing deal" med EMI og en £725,000-kontrakt med Epic. Arctic Monkeys afviste dette på deres hjemmeside og kaldte avisen "The Daily Stir". Imidlertid har Domino givet de australske og new zealandske rettigheder til EMI og de japanske rettigheder til det selvstændige selskab Hostess.
Deres første single efter at havde skrevet kontrakt med Domino Records, I Bet You Look Good on the Dancefloor, blev udgivet d. 17/10- 05 , og gik direkte ind på den engelske single hitlistes førsteplads. Pladen solgte 38,962 kopier og slog McFly og Robbie Williams i processen. Tre dage senere fik de deres første forside på musikmagasinet NME. Deres anden single When the Sun Goes Down (tidligere betitlet "Scummy") blevet udgivet d. 16/ 1- 06 og gik også direkte ind på førstepladsen af singlehitlisten. Pladen solgte 38,922 eksemplarer og detroniserede Shayne Ward fra hitlistens førstelads. Bandets succes med at komme ind på førstepladsen uden marketing eller reklamering førte nogle til at antyde, at dette kunne signalere en forandring i hvordan nye bands opnår anerkendelse.
I september 2005 færdiggjorde de indspilningerne af deres debutalbum i Chapel Studios, Lincolnshire, England. To måneder senere – i december – bekræftes det, at pladen vil blive udgivet under titlen, Whatever People Say I Am, That's What I'm Not, og at hensigten var at den ville komme på gaden i d. 30/1- 06. Den kommer dog allerede 23 januar som "følge af den store efterspørgsel". Skønt tidlige versioner af mange af numrene var gratis tilgængelige som download fra bandet demo-cd'er, var forventningerne til pladen, som havde fået tusindvis af forudbestillinger, at den ville blive én af de største udgivelser i 2006.
Perioden 2006-
Pladen, Whatever People Say I Am, That's What I'm Not, blev det hurtigst sælgende debutalbum i England nogensinde; den solgte 363.735 kopier i dens første uge. Dette knuste den tidligere rekord på 306.631 solgte eksemplarer, som Hear’Say besad med deres debut Popstars, og den solgte flere eksemplarer på dens første dag alene – 118,501 — end resten af top 20 lagt sammen. Pladen blev udgivet en måned senere i USA, hvor den debuterede på en 24.-plads på Billboard, og solgte 34.000 kopier i den første uge, hvilket gjorde den til det næsthurtigst sælgende debutindiealbum i USA. De amerikanske kritikere var mere tilbageholdende omkring bandet end deres engelske kolleger, og var ikke villige til at blive inddraget i muligheden for "endnu et eksempel på den engelske presses over-opreklamerede nye bands". Alligevel, blev bandet juni-turné i Nordamerika 2006 modtaget med kritiske roser for hver koncert – den hype der omgiver dem, har "vist sig tilstede af gode årsager". Imidlertid, erklærede det engelske magasin NME bandets debut album for det "femtebedste engelske album nogensinde."
I samme ånd som bands som Oasis og The Smiths, indspillede Arctic Monkeys hurtigt nyt materiale, og udgav d. 24/4- 06 EP'en, Who the Fuck Are Arctic Monkeys. Pga. dens længde var EP'en ikke kvalificeret til at gå på hitlisten en single eller album.
I 2009 startede Arctic Monkeys et samarbejde med Queens of the Stone Age-frontmanden Josh Homme. Han producerede albummet hvilket resulterede i et mørkere udspil end sædvanligt. Den kendte Arctic Monkeys-lyd var stadig tilstede, men den var blevet præget af Queens of the Stone Age-lyden. Albummet fik blandede modtagelser blandt fans grundet den nye lyd.
I 2010 meddelte Arctic Monkeys at deres Humbug-tour ville være kortvarig, til fordel for at indspille endnu et album. 

## Diskografi
Studiealbum
1. Whatever People Say I Am, That's What I'm Not – 23. januar 2006
2. Favourite Worst Nightmare – 23. april 2007
3. Humbug – 25. august 2009
4. Suck It and See – 6. juni 2011
5. AM - 9. september 2013
6. Tranquility Base Hotel & Casino - 11. maj 2018
7. The Car - 21. oktober 2022

EP'er
1. Five Minutes with Arctic Monkeys – 30. maj 2005
2. Who the Fuck Are Arctic Monkeys – 24. april 2006
3. Leave Before The Lights Come On – 14. august 2006
4. Fluorescent Adolescent – 9. juli 2007

Singler
1. I Bet You Look Good on the Dancefloor – 17. oktober 2005
2. When the Sun Goes Down – 16. januar 2006
3. Leave Before the Lights Come On – 14. august 2006
4. Fake Tales of San Francisco
5. Da Frame 2R/Matador – 2007
6. Teddy Picker – 3. december 2007
7. Crying Lightning – 6. juli 2009